# Bent Ohle
Bent Ohle (* 1973 in Wolfenbüttel) ist ein deutscher Krimi- und Thriller-Autor. Außerdem veröffentlichte er unter dem Pseudonym Alessandro Montano die Gardasee-Krimireihe.

## Leben
Bent Ohle, 1973 in Wolfenbüttel geboren, wuchs in Braunschweig auf und studierte zunächst in Osnabrück, bis er an die Filmhochschule in Potsdam-Babelsberg wechselte, wo er als Film- und Fernsehdramaturg seinen Abschluss machte. Heute lebt er mit seiner Lebensgefährtin und seinen beiden Söhnen wieder in Braunschweig.
2008 erhielt er den Jugendliteraturpreis der deutschen Landwirtschaft für den Jugendroman "Der Feuerbock". 2011 wurde Bent Ohle mit dem Gong-Krimipreis ausgezeichnet und der Roman "Totenflut" erschien im Piper-Verlag. "Inselblut" ist 2015 für das ZDF unter dem Titel "Tod auf der Insel" verfilmt worden.

## Auszeichnungen
- 2008: Jugendliteraturpreis der deutschen Landwirtschaft für den Jugendroman Der Feuerbock
- 2011: Gong-Krimipreis für den Thriller Totenflut

## Bibliographie

### Jugendroman
- Der Feuerbock. Landwirtschaftsverlag Münster, Münster, 2008, ISBN 978-3-7843-3499-8.

### Thriller und Kriminalromane
- Totenflut. Piper-Verlag, München, 2010, ISBN 978-3-492-26419-8.
- Herz-Jesu-Feuer. Emons Verlag, Köln, 2015, ISBN 978-3-95451-666-7.
- Lakeballs: Ein Golf-Krimi. Landwirtschaftsverlag Münster, Münster, 2014, ISBN 978-3-7843-5299-2.

### Urlaubskrimi
- Binz und die dicke Berta. Emons Verlag, Köln, 2015, ISBN 978-3-95451-543-1.
- Die dicke Berta fährt Ski. Emons Verlag, Köln, 2017, ISBN 978-3-7408-0201-1.

### Landkrimi
- Knochensaat. Emons Verlag, Köln, 2014, ISBN 978-3-95451-434-2
- Der Huf des Teufels. Emons Verlag, Köln, 2013, ISBN 978-3-95451-177-8.

### Insel Krimi (Nils Petersen)
- Inselblut (Band 1). Emons Verlag, Köln, 2013, ISBN 978-3-95451-098-6, Hörbuch Audible 2022.
- Inselgrab (Band 2). Emons Verlag, Köln, 2014, ISBN 978-3-95451-290-4, Hörbuch Audible 2022.
- Inselschatten (Band 3). Emons Verlag, Köln, 2016, ISBN 978-3-95451-806-7, Hörbuch Audible 2022.
- Inseldämmerung (Band 4). Emons Verlag, Köln, 2020, ISBN 978-3-7408-0934-8, Hörbuch Audible 2022.
- Inselgeister (Band 5). Emons Verlag, Köln, 2023, ISBN 978-3-7408-1658-2.

### Landfrauenkrimi
- Aller toten Dinge sind drei (Band 1). Landwirtschaftsverlag Münster, Münster, 2019, ISBN 978-3-7843-5605-1.

### Ostseekrimi (Küstenkrimi)
- Küstenkind (Band 1). Independently published, 2021, ISBN 979-8-5320-1536-4.

### Gardasee-Krimi unter Pseudonym Alessandro Montano
- Die Toten vom Gardasee (Band 1). Emons Verlag, Köln, 2017, ISBN 978-3-7408-0070-3.
- Der Fluch vom Gardasee (Band 2). Emons Verlag, Köln, 2019, ISBN 978-3-7408-0521-0.
- Das Böse vom Gardasee (Band 3). Emons Verlag, Köln, 2022, ISBN 978-3-7408-1500-4.

## Verfilmungen
- Tod auf der Insel, D 2015, nach dem Roman Inselblut